# Rubber City Rebels
Rubber City Rebels est un groupe de punk rock américain, originaire d'Akron, dans l'Ohio.

## Biographie

### Débuts
La formation originale comprend Rod Firestone (chant), Buzz Clic (guitare), Donny Damage (basse), Stix Pelton (batterie) et Pete Sake (claviers). Firestone est anciennement connu sous le nom de Rod Bent pendant sa période au sein du groupe King Cobra dans un bar appelé The Crypt. Lui et Clic commencent à jouer des morceaux originaux, et le groupe se rebaptise Rubber City Rebels. À leurs débuts, les Rebels sont fans (et amis) des groupes the Dead Boys et Devo. Leur premier concert  à succès s'effectue aux côtés des Dead Boys au CBGB  de New York en 1977. Cet événement mène à un split avec the Bizarros, intitulé From Akron, qu iest publié la même année ,et bien accueilli par Robert Christgau. Firestone et Clic joueront au Crypt à Akron, à cette période, le seul club punk rock de tout le Midwest. Les groupes comprennent Dead Boys, Devo, Pere Ubu et les Bizarros.
Les Rebels partent pour Los Angeles en 1978, sans Pelton (qui sera remplacé à la batterie par Mike Hammer) et Sake (car le clavier s'avèrera inutile pour passer à un son plus agressif), et gagnent considérablement en popularité au Sunset Strip. Ils joueront au Whisky a Go Go pour des groupes comme The Knack, Fear, The Kats, The Nu Kats, The Dickies et The Plimsouls. Le groupe signe au label Sire Records ; cependant, un conflit entre le groupe et le label mène à une rupture de contrat avant même que le groupe n'enregistre son premier l'album. À cause de problèmes personnels (Damage et Hammer partiront pour former le Hammer Damage Band, remplacés par Johnny Bethesda et Brandon Matheson, respectivement), the Rebels signent avec Capitol Records. The Rebels publie son premier album, éponyme, en 1980. Ils participent brièvement au film The Assassination Game (1982) jouant Born Dead et Rebel to the Rescue. En 1983, Firestone publie un EP, Trouble, avec son groupe The Firetones. The Rebels cessent finalement leurs activités en 1988, mais n'annonceront jamais officiellement leur séparation.

### Dernières années
Bien qu'inactif, le groupe reste populaire dans les années 1990. En 2001, Le label Mind Control Laboratories publie une version remasterisée de l'album Rubber City Rebels accompagnée de quelques chansons bonus. Le label White Noise Records publie aussi Re-Tired cette année, une compilation de chansons live issues de l'album From Akron. Le groupe en soutien à l'album avec Hammer et Damage. Un autre album, Pierce My Brain, est publié en 2002. Il comprend la chanson (I Wanna) Pierce My Brain incluse dans le jeu vidéo Tony Hawk's Underground. Damage quitte legorupe et est remplacé par Bob Clic (frère de Buzz et membre de Lewd) qui jouera sur Pierce My Brain. The Rebels continuent de jouer en concert.

## Membres
- Rod Firestone - chant
- Buzz Clic - guitare
- Bob Clic - basse
- Mike Hammer - batterie

## Discographie
- 1977 : From Akron (split maxi avec The Bizarros)
- 1979 : L.A. In (compilation)
- 1980 : Rubber City Rebels
- 2001 : Re-Tired
- 2003 : Pierce My Brain